# 나카도리

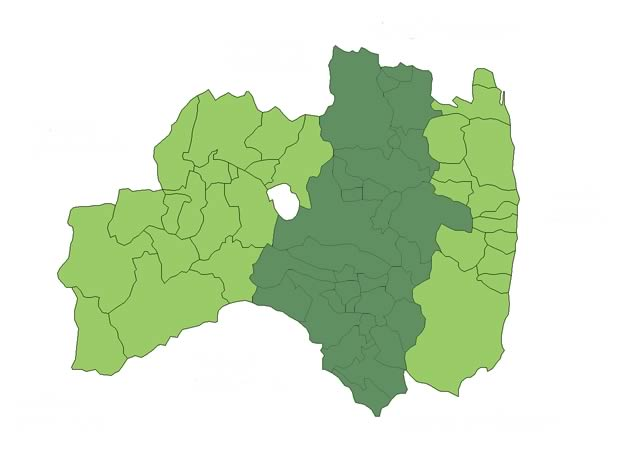
나카도리의 위치

나카도리(일본어: 中通り)는 후쿠시마현의 세 지방(아이즈, 나카도리, 하마도리) 중 가운데에 있는 것이다. 이 지역의 주요 도시로는 현청소재지인 후쿠시마시와 고리야마시가 있다.